# L'Isle-sur-le-Doubs
L'Isle-sur-le-Doubs és un municipi francès situat al departament del Doubs i a la regió de Borgonya - Franc Comtat. L'any 2007 tenia 3.316 habitants.

## Demografia

### Població
El 2007 la població de fet de L'Isle-sur-le-Doubs era de 3.316 persones. Hi havia 1.486 famílies de les quals 555 eren unipersonals (275 homes vivint sols i 280 dones vivint soles), 417 parelles sense fills, 380 parelles amb fills i 134 famílies monoparentals amb fills.
La població ha evolucionat segons el següent gràfic:
Habitants censats

### Habitatges
El 2007 hi havia 1.641 habitatges, 1.497 eren l'habitatge principal de la família, 19 eren segones residències i 125 estaven desocupats. 983 eren cases i 634 eren apartaments. Dels 1.497 habitatges principals, 801 estaven ocupats pels seus propietaris, 668 estaven llogats i ocupats pels llogaters i 28 estaven cedits a títol gratuït; 10 tenien una cambra, 124 en tenien dues, 331 en tenien tres, 453 en tenien quatre i 579 en tenien cinc o més. 734 habitatges disposaven pel capbaix d'una plaça de pàrquing. A 744 habitatges hi havia un automòbil i a 459 n'hi havia dos o més.

### Piràmide de població
La piràmide de població per edats i sexe el 2009 era:
| Homes | Edats   | Dones |
| ----- | ------- | ----- |
| 0     | 95 o +  | 4     |
| 17    | 90 a 94 | 20    |
| 19    | 85 a 89 | 44    |
| 31    | 80 a 84 | 35    |
| 55    | 75 a 79 | 103   |
| 44    | 70 a 74 | 83    |
| 74    | 65 a 69 | 56    |
| 65    | 60 a 64 | 80    |
| 91    | 55 a 59 | 57    |
| 124   | 50 a 54 | 113   |
| 146   | 45 a 49 | 123   |
| 93    | 40 a 44 | 117   |
| 124   | 35 a 39 | 124   |
| 114   | 30 a 34 | 121   |
| 117   | 25 a 29 | 99    |
| 114   | 20 a 24 | 77    |
| 132   | 15 a 19 | 123   |
| 123   | 10 a 14 | 101   |
| 101   | 5 a 9   | 88    |
| 62    | 0 a 4   | 82    |

## Economia
El 2007 la població en edat de treballar era de 2.062 persones, 1.519 eren actives i 543 eren inactives. De les 1.519 persones actives 1.294 estaven ocupades (709 homes i 585 dones) i 224 estaven aturades (108 homes i 116 dones). De les 543 persones inactives 193 estaven jubilades, 132 estaven estudiant i 218 estaven classificades com a «altres inactius».

### Ingressos
El 2009 a L'Isle-sur-le-Doubs hi havia 1.441 unitats fiscals que integraven 3.211,5 persones, la mediana anual d'ingressos fiscals per persona era de 15.840 €.

### Activitats econòmiques
Dels 147 establiments que hi havia el 2007, 4 eren d'empreses alimentàries, 3 d'empreses de fabricació d'altres productes industrials, 16 d'empreses de construcció, 39 d'empreses de comerç i reparació d'automòbils, 6 d'empreses de transport, 13 d'empreses d'hostatgeria i restauració, 1 d'una empresa d'informació i comunicació, 11 d'empreses financeres, 10 d'empreses immobiliàries, 10 d'empreses de serveis, 17 d'entitats de l'administració pública i 17 d'empreses classificades com a «altres activitats de serveis».
Dels 62 establiments de servei als particulars que hi havia el 2009, 1 era una oficina d'administració d'Hisenda pública, 1 gendarmeria, 1 oficina de correu, 4 oficines bancàries, 1 funerària, 7 tallers de reparació d'automòbils i de material agrícola, 1 taller d'inspecció tècnica de vehicles, 5 paletes, 2 guixaires pintors, 2 fusteries, 4 lampisteries, 2 electricistes, 1 empresa de construcció, 10 perruqueries, 1 veterinari, 2 agències de treball temporal, 11 restaurants, 3 agències immobiliàries, 2 tintoreries i 1 saló de bellesa.
Dels 20 establiments comercials que hi havia el 2009, 1 era, 1 un hipermercat, 1 un supermercat, 1 una gran superfície de material de bricolatge, 3 fleques, 3 carnisseries, 1 una peixateria, 2 botigues de roba, 1 una sabateria, 2 drogueries, 1 una perfumeria i 3 floristeries.
L'any 2000 a L'Isle-sur-le-Doubs hi havia 7 explotacions agrícoles.

## Equipaments sanitaris i escolars
El 2009 hi havia 1 centre de salut i 2 farmàcies.
El 2009 hi havia 2 escoles maternals i 2 escoles elementals. L'Isle-sur-le-Doubs disposava d'un col·legi d'educació secundària amb 392 alumnes.

## Poblacions més properes
El següent diagrama mostra les poblacions més properes.